# Skorpticka
Skorpticka (Dichomitus squalens) är en svampart som först beskrevs av Petter Adolf Karsten, och fick sitt nu gällande namn av Derek Reid 1965. Skorpticka ingår i släktet Dichomitus och familjen Polyporaceae.  Arten är reproducerande i Sverige. Inga underarter finns listade i Catalogue of Life.